# Konrad Hupfer
Konrad Hupfer (21 de outubro de 1911 - 10 de abril de 1944) foi um oficial alemão que serviu no Deutsches Heer durante a Segunda Guerra Mundial. Foi condecorado com a Cruz de Cavaleiro da Cruz de Ferro com Folhas de Carvalho.

## Condecorações
| Cruz de Ferro (1939) 2ª Classe                                   | 20 de setembro de 1939 |
| Cruz de Ferro (1939) 1ª Classe                                   | 8 de junho de 1940     |
| Cruz Germânica em Ouro                                           | 14 de junho de 1942    |
| Cruz de Cavaleiro da Cruz de Ferro                               | 21 de setembro de 1941 |
| Cruz de Cavaleiro da Cruz de Ferro com Folhas de Carvalho nº 136 | 28 de outubro de 1942  |